# Eoverbeekina
Eoverbeekina es un género de foraminífero bentónico de la subfamilia Staffellinae, de la familia Staffellidae, de la superfamilia Fusulinoidea, del suborden Fusulinina y del orden Fusulinida. Su especie tipo es Eoverbeekina intermedia. Su rango cronoestratigráfico abarca desde el Artinskiense (Pérmico inferior) hasta el Tatariense (Pérmico superior).

## Discusión
Clasificaciones más recientes incluyen Eoverbeekina en la superfamilia Staffelloidea, y en la subclase Fusulinana de la clase Fusulinata.

## Clasificación
Eoverbeekina incluye a las siguientes especies:
- Eoverbeekina americana †
- Eoverbeekina batangica †
- Eoverbeekina cheni †
- Eoverbeekina fusuiensis †
- Eoverbeekina ganzhaiensis †
- Eoverbeekina guizhouensis †
- Eoverbeekina intermedia †
- Eoverbeekina orienta †
- Eoverbeekina paracheni †
- Eoverbeekina regularis †
- Eoverbeekina salopeki †
- Eoverbeekina sphaerulinaeformis †
- Eoverbeekina wuxiensis †
- Eoverbeekina yishanensis †